# Ana María Custodio
Ana María Muñoz Custodio (Écija, 19 de marzo de 1902-Madrid, 10 de abril de 1976) fue una actriz española.

## Biografía
Al ser la profesión de su padre militar, hace que a los siete años de edad marche hasta Madrid, donde estudió en el Colegio de las Damas Negras. No sería este el único traslado de su familia, ya que durante un tiempo reside en Marruecos, algo que le proporcionó el perfeccionamiento de idiomas como el francés y el inglés, algo que le sería muy útil a lo largo de su carrera.
Contrae matrimonio por primera vez con Antonio Monfort Alonso y debuta en el teatro con la compañía de Ricardo Baeza, con la que vuelve a viajar, en esta ocasión motivado por su recién estrenada profesión.
En su primera aventura teatral, viaja hasta América, donde cambia de compañía y se enrola en la de Lola Membrives, con la que vuelve a España, donde comienzan sus éxitos y su consagración como actriz, de esto tuvo mucha culpa la comedia de los hermanos Álvarez Quintero Doña Hormiga, donde participa como primera actriz.
Mientras que su carrera crece como la espuma, su vida sentimental se derrumba y pocos años después de su matrimonio, se divorcia. Más tarde volvería a casarse con el famoso compositor Gustavo Pittaluga González del Campillo.
Más adelante, formó parte de la segunda expedición de actores que desembarcaban en Hollywood para interpretar las denominadas "Spanish versions", versiones o mejor dicho, copias en español de las producciones cinematográficas de la meca del cine. De este modo comenzó la relación de Ana María Custodio con el séptimo arte, ya que apenas unos meses antes, su vida profesional como actriz se vinculaba al teatro. 
Ana María Custodio llegó a Hollywood de la mano de un representante de la Fox, un tal señor Stone, que llegó a España en busca de nuevos valores que pudieran interpretar en español una serie de películas norteamericanas. Stone la visitó en el Teatro Lara y le propuso la idea, ella aceptó, aun sin tener ninguna experiencia en el mundo del cine, aunque la idea ya rondaba por su cabeza. Ana María firmó el 28 de marzo de 1931 un contrato por seis meses con la Fox, lo que le reportaba semanalmente 400 dólares. Durante este periodo de tiempo interpretó cuatro películas, tres de ellas dirigidas por David Howard, Cuerpo y alma, ¿Conoces a tu mujer? y Eran trece. Por último, antes de su vuelta a España, participó en Mi último amor, dirigida por Lewis Seiler.
Tras su llegada a la península volvió al teatro, hasta que en 1935 tomó de nuevo contacto con el cine. Fue con el director Luis Marquina —tras el que se encontraba Luis Buñuel aunque no aparecía en los créditos— con quien debutó en el cine español, la película en cuestión fue Don Quintin el amargao. Después, Ana María interpretó ¡Centinela alerta! (1935), dirigida por Jean Gremillon y de nuevo Luis Buñuel; El bailarín y el trabajador (1936), una comedia de Luis Marquina. Antes del comienzo de la guerra y de tenerse que exiliar, Ana María interpretó Nuestra Natacha (1936), de Benito Perojo.
En su huida de España, junto con su hermano el guionista y director teatral Álvaro Custodio y su marido el compositor Gustavo Pittaluga González del Campillo (hijo del científico y médico Gustavo Pittaluga Fattorini), viajó a Cuba y después a Nueva York para finalmente instalarse en México en 1944, donde retomó su relación con el cine ese mismo año con la película Cuando escuches este Vals, una producción mexicana dirigida por José Luis Bueno. Aquí dio comienzo un nuevo “parón” en su carrera cinematográfica, que se volvió a retomar en 1951 con Alba de América, de Juan de Orduña. Varios años después llegó una coproducción hispano-mexicana dirigida por Luis María Delgado La estrella del Rey (1957), que le abrió las puertas para participar en uno de los éxitos del cine español de finales de los cincuenta, ¿Dónde vas, Alfonso XII? (1958), interpretando a la Duquesa de Montpensier y compartiendo cartel con Vicente Parra y Paquita Rico entre otros y dirigida por Luis César Amadori. Dos años después llegó la secuela ¿Dónde vas, triste de ti? (1960), dirigida en esta ocasión por Alfonso Balcázar.
El año 1960 significó para Ana María Custodio uno de sus años más intensos con relación al trabajo, ya que junto con ¿Dónde vas, triste de ti?, trabajó en Trío de damas, dirigida por Pedro Lazaga e interpretada por Paco Rabal, Laura Valenzuela, José Luis López Vázquez e Ismael Merlo. También trabajó a las órdenes de José Antonio Nieves Conde, en la película Don Lucio y el hermano Pio, con Tony Leblanc y José Isbert. Este mismo año también se estrenó Mi calle, de Edgar Neville y protagonizada por Adolfo Marsillach y Roberto Camardiel.
En 1961 una niña rubia era ya una estrella del cine, hablamos de Marisol, quien protagonizaba Ha llegado un ángel (1961), de Luis Lucía y con la participación en el plantel de actores de la ecijana Ana María Custodio. Al año siguiente llegó Su alteza la niña, de Mariano Ozores con José Luis Ozores y Antonio Ozores. En ese mismo año La cara del terror, con Fernando Rey en la interpretación e Isidoro Martínez Ferry en la dirección y El escándalo dirigida por Javier Seto. Un año más tarde trabajó a las órdenes de Fernando Fernán Gómez, en El mundo sigue. 
Ana María Custodio contaba con 63 años cuando participa en una coproducción hispano-italiana, la película que dirige Maury Dextro El proscrito del río Colorado (1965) que tiene como protagonista al estadounidense George Montgomery. En 1966 Ana María volvió a coincidir en un film con Vicente Parra en Buenos días, condesita, de Luis César Amadori. El cartel lo completaron Rocío Dúrcal y Gracita Morales.
Hacia los finales de los años sesenta llegó su mayor reconocimiento internacional. Ana María formó parte del cartel que conformó la película Peppermint frappé (1967), que consiguió el Oso de Plata en el Festival de Berlín. La película contó además con Geraldine Chaplin, José Luis López Vázquez y Alfredo Mayo, y fue dirigida por Carlos Saura. Ese mismo año participó en Los que tocan el piano, de Javier Aguirre.
Ana María Custodio finalizó su relación con el séptimo arte con Sei simpatiche carogne (1968) de Robert Fiz, El Ángel (1969), bajo la dirección de Vicente Escrivá y que protagonizaba el cantante Raphael y por último Nada menos que todo un hombre, con Paco Rabal como protagonista.
Cinco años después de su último trabajo cinematográfico, en 1976, murió a los setenta y cuatro años de edad en Madrid

## Filmografía
- Cuerpo y alma: David Howard (1931)
- ¿Conoces a tu mujer?: David Howard (1931)
- Eran trece: David Howard (1931)
- Mi último amor: Lewis Seiler (1931)
- Centinela alerta!: Jean Gremillon (1935)
- Don Quintín el amargao: Luis Marquina (1935)
- El bailarín y el trabajador: Luis Marquina (1936)
- Nuestra Natacha: Benito Perojo (1936)
- Cuando escuches este Vals: José Luis Bueno (1944)
- Alba de América: Juan de Orduña (1951)
- La estrella del Rey: Luis María Delgado (1957)
- ¿Dónde vas, Alfonso XII?: Luis César Amadori (1958)
- ¿Dónde vas, triste de ti?: Alfonso Balcázar (1960)
- Mi calle: Edgar Neville (1960)
- Don Lucio y el hermano Pío: José Antonio Nieves Conde (1960)
- Trío de damas: Pedro Lazaga (1960)
- Il Magistrato: Luigi Zampa (1960)
- Ha llegado un ángel: Luis Lucía (1961)
- Pecado de amor: Luis César Amadori (1961)
- El escándalo: Javier Setó (1962)
- Su alteza la niña: Mariano Ozores (1962)
- La casa del terror: Isidoro Martínez Ferry (1962)
- Der Teppich des Grauens: Harald Reinl (1962)
- El mundo sigue: Fernando Fernán Gómez (1963)
- Las hijas de Helena: Mariano Ozores (1963)
- Una chica casi formal: Ladislao Vajda (1963)
- Gunfighters of Casa Grande: Roy Rowland (1964)
- El proscrito del río Colorado: Maury Dextro (1965)
- El Diablo también llora: José Antonio Nieves (1965)
- Buenos días, condesita: Luis César Amadori (1966)
- Viaggio di nozze all´italiana: Mario Amendola (1966)
- Peppermint frappé.: Carlos Saura (1967)
- Los que tocan el piano: Javier Aguirre (1967)
- Sei simpatiche corogne: Robert Fiz (1968)
- El Ángel: Vicente Escrivá (1969)
- Un atraco de ida y vuelta: Robert Fiz (1969)
- Nada menos que un hombre: Rafael Gil (1971)